# یوجی کیشیوکو
یوجی کیشیوکو (به انگلیسی: Yuji Kishioku) بازیکن فوتبال اهل ژاپن و عضو تیم ملی فوتبال ژاپن است که در تاریخ ۳۱ مه ۱۹۷۹ میلادی اولین بازی ملی‌اش را انجام داد. او در ۱۰ بازی ملی حضور داشت و آخرین بازی ملی خود را در تاریخ ۲ آوریل ۱۹۸۰ میلادی انجام داد. یوجی کیشیوکو در بازی‌های ملی‌اش
۲ گل به ثمر رساند.